# Schellingwouderkerk

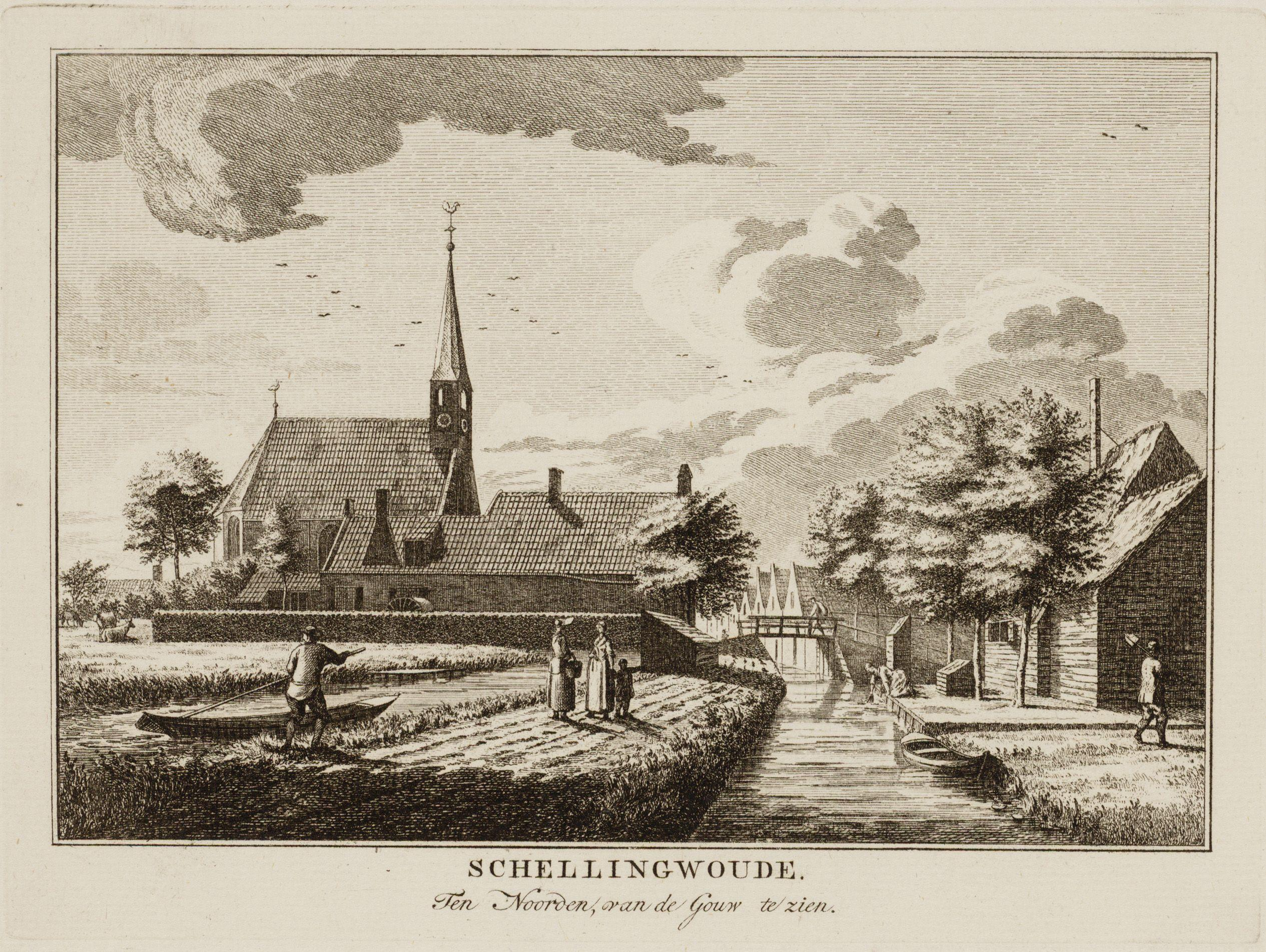
De Schellingwouderkerk gezien vanaf de Wijkergouw op een prent uit de 18e eeuw.

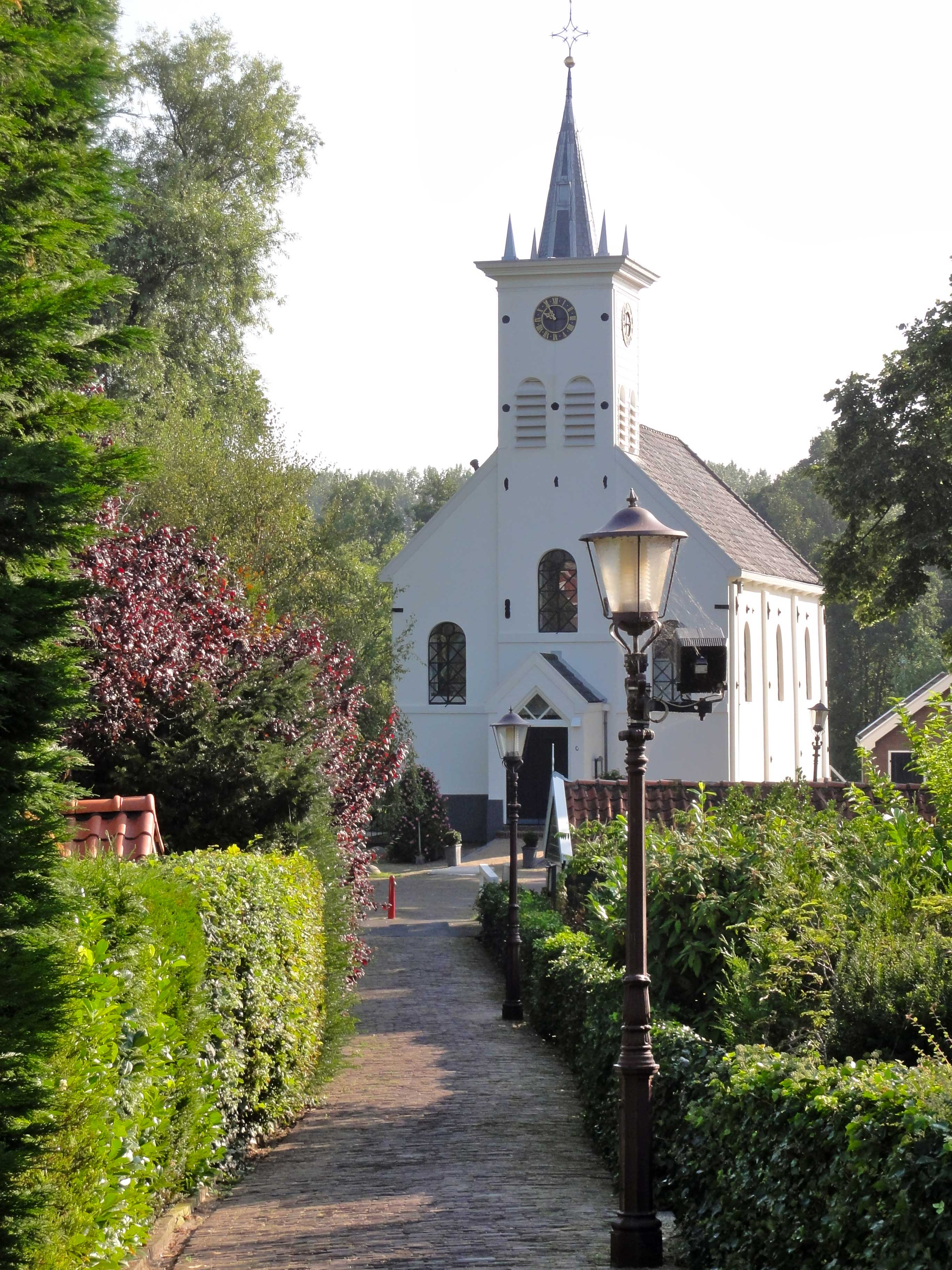
Schellingwouderkerk, gezien vanaf de Schellingwouderdijk.

De Schellingwouderkerk is de dorpskerk van het dijkdorp Schellingwoude in Amsterdam-Noord. Het kerkgebouw staat niet langs de Schellingwouderdijk, maar iets lager daarachter aan de Wijkergouw.

## Geschiedenis
Uit historisch onderzoek voor en tijdens de restauratie bleek dat er sinds het begin van de 14e eeuw verschillende kerken op de terp hebben gestaan. Het huidige gebouw stamt oorspronkelijk uit de 17e eeuw, maar is in 1835 geheel gerestaureerd. Het huidige uiterlijk is echter van 1866. In het gebouw staat een preekstoel uit 1619.
Tijdens de watersnood in 1916 werd de kerk als stal gebruikt om het vee van de boeren uit de buurt droog te houden.
De kerk werd op 15 oktober 1997 aangewezen als rijksmonument en op 28 januari 1998 ingeschreven in het Monumentenregister. Vanaf het eind van de jaren 80 is het pand buiten gebruik als kerk. Tegenwoordig wordt het gebouw gebruikt als multifunctionele ruimte, hieronder valt ook de functie van trouwzaal.
Sinds 1998 is de kerk in handen van Stadsherstel Amsterdam, dat het gebouw in 2000 heeft gerestaureerd.

## Exterieur
Naast de ingang van de kerk is een gevelsteen geplaatst waarop valt te lezen dat het huidige aanzicht van de kerk uit 1866 stamt. Dit aanzicht is in de stijl van het eclecticisme. De Hervormde Gemeente Amsterdam heeft opdracht gegeven om die stijl wel sober toe te passen.
In het midden van de voorgevel begint onderaan de basis van de toren. Tegen de basis aan is de ingang van de kerk gebouwd. Dit is een risalerende ingangspartij onder een zadeldak met zwarte pannen. De deur is rechthoekig met daarboven een driehoekig bovenlicht. Het bovenlicht is zelf door middel van twee roeden verdeeld in twee driehoeken een gekantelde vierkant. De toren loopt uit met een fors overkragende gootlijst onder een smalle, achtzijdige torenspits. De spits wordt op de vier hoeken van de toren geflankeerd door obeliskvormige ornamenten. Helemaal boven op de torenspits een bolvormige bekroning waarbovenop de windhaan staat.
De voorgevel is opgedeeld in drie traveeën, elke travee heeft een rondboogvenster met direct daaronder een cordonlijst. De ramen zijn onderverdeeld in zes vierkanten, die zelf weer door andreaskruizen in vier driehoeken zijn verdeeld. Boven de vierkanten, in de bovenlichten (zelf halve cirkels), twee halve cirkels met daarboven een hele cirkel. Ook de ramen aan de zijkanten en achterkant hebben deze indeling.
Op de verdieping waar de klokkenverdieping is zijn aan de voor- en zijkanten van de toren twee galmgaten geplaatst. De galmgaten zijn rondboogvormig en voorzien van schuingeplaatste galmborden. Boven de galmgaten zijn wijzerplaten aangebracht, de wijzers en cijfers zijn verguld.

## Interieur
In de kerk staat een zogenaamde kerkekist, daarin zaten belangrijke documenten en voorwerpen. Op de kist zelf staat een tekst uit 1659 waarin verteld staat dat de bewoners van Schellingwoude voor hun rechten hebben moeten strijden, het recht om niet onevenredig veel geld te moeten betalen voor het onderhoud van de regionale zeedijk: Schellinghwoud heeft over vijftigh jaer gestreden. Tegen ses dorpen en twee steden. De gemeendijck versocht en van dat hof verkreghen In 't jaer sestien hondert vijftigh en negen.
De kerk is ook van binnen gepleisterd. Het plafond bestaat uit een tongewelf, aan het gewelf hangen koperen kroonluchters.

## Orgel
In 1939 bouwde Hendrik Wicher Flentrop een klein mechanisch orgel voor de Hervormde Kerk in Durgerdam. Het oude orgel van de kerk, een kabinetorgel van Christian Müller, werd verkocht aan de familie Leonhardt in Laren, ouders van de bekende organist Gustav Leonhardt. Nadat het gebouw als kerk buiten gebruik was gesteld, werd er een historisch kabinetorgel gekocht. Het orgel van Flentrop is na een revisie overgeplaatst naar de Hervormde Kerk te Schellingwoude.